# Alphabet arabe latinisé
L’alphabet arabe latinisé est un système d'écriture de 28 lettres, utilisé pour translittérer l'arabe.
De nombreux locuteurs de l'arabe, en général résidant dans les pays d'Europe; mais de filiation arabe ou berbère arabisée maitrisent le langage mais ne savent pas le lire ou l'écrire dans sa forme originelle, souvent pour avoir accès aux textes religieux islamiques et ont donc recours à l'écriture translittérée en utilisant l’alphabet latin. (Exemple : الابجد العربي فيه ٢٨ حروف, Translittération : Al abjad al 'arabi fihi 28 ḥuruf, Traduction : L'alphabet arabe contient 28 lettres).

## Lettres
| Ordre | Caractère latin | Caractère arabe | Nom   |
| ----- | --------------- | --------------- | ----- |
| 1     | A               | ا               | Alif  |
| 2     | B               | ب               | Bā    |
| 3     | T               | ت               | Tā    |
| 4     | TH              | ث               | Thā   |
| 5     | J               | ج               | Jīm   |
| 6     | Ḥ               | ح               | Ḥā    |
| 7     | KH              | خ               | Khā   |
| 8     | D               | د               | Dāl   |
| 9     | Ḋ               | ذ               | Dhāl  |
| 10    | R               | ر               | Rā    |
| 11    | Z               | ز               | Zāy   |
| 12    | S               | س               | Sīn   |
| 13    | Š               | ش               | Shīn  |
| 14    | Ṣ               | ص               | Sād   |
| 15    | Ḍ               | ض               | Ḍād   |
| 16    | Ṭ               | ط               | Ṭā    |
| 17    | Ẓ               | ظ               | Ẓā    |
| 18    | '               | ع               | Ayn   |
| 19    | Ġ               | غ               | Rhayn |
| 20    | F               | ف               | Fā    |
| 21    | Q               | ق               | Qāf   |
| 22    | K               | ك               | Kāf   |
| 23    | L               | ل               | Lem   |
| 24    | M               | م               | Mīm   |
| 25    | N               | ن               | Nūn   |
| 26    | H               | ه               | Hā    |
| 27    | W               | و               | Wāw   |
| 28    | Y               | ي               | Yāʾ   |